# Раджастханцы
Раджастханцы, раджастхани — основное население штата Раджастхан в Индии, группа этнически родственных народностей. Численность — около 18 млн человек; живут также в Пакистане.

## Социальная организация
Это население отличается полиэтничностью и поликастовостью, а также наличием резкой сословной дифференциации, сохранявшейся в устойчивых формах вплоть до середины XX в. И подвергшейся серьёзным нарушениям лишь после постепенного включения всех(местных) раджпутских княжеств (этот процесс завершился в 1956 г.) в состав Республики Индии. Наиболее привилегированные касты раджастханцев — раджпуты (кшатрии), живущие также в Паджабе, Бихаре, Уттар-Прадеш, и джаты (шудры). Многочисленна народность раджастханцев марвари (северные и западные районы штата). Народность мевари населяют юг штата, горы и предгорья Аравалли; на востоке живут джайпури, багри, хараути, аджмири, мальви и др. В настоящее время ещё нельзя говорить об окончательном формировании раджастханцев как нации. Однако межкастовые границы здесь менее жёсткие, чем в остальной Индии, распространена гипергамия. (Рыжакова 2007: 437)

## Внешность
Относятся к индо-средиземноморской расе большой европеоидной расы. Раджастханцы обычно высокого роста, с пропорциональным телосложением, головой вытянутой формы, высоким лицевым углом, прямым носом. (Рыжакова 2007: 437)

## Язык
Официальным языком штата является хинди, однако раджастханцы говорят на родственных диалектах (около 20), которые обозначают как язык раджастхани: марвари, джайпури, малави, мевари, дхундхари, гуджари, нимади, северо-восточный раджастхани. Они относятся к западной подгруппе индоарийской группы индоевропейской языковой семьи и составляют промежуточное звено между хинди и гуджарати. На марвари (дингаль) имеется обширная литература — героические поэмы, песни бардов (расо), религиозные сочинения; на его основе формируется литературная норма языка раджастхани. Письменность на деванагари. (Рыжакова 2007: 438)

## Семья
Наиболее важная особенность раджастханского брака — это статус гипергамии. Идеалом для родителей девочки является заключение её брака с человеком из семьи с большим престижем, богатством или репутацией, чем их собственные.

## Образование
Из-за многовекового засилья феодальных отношений грамотность раджастханцев в целом низкая. Начальные школы начали повсеместно открываться в сельской местности лишь в 1960-х гг. Посещаемость школ недостаточна, что во многом связано с сохранением институтов ранних браков, создающих для девочек особые трудности. В деревнях дети рано включаются в хозяйственную деятельность и оканчивают, как правило, 3-4 класса. Самые высокие показания грамотности в центральных дистриктах. Причем весьма заметна разница между грамотностью мужчин и женщин — в городах 66 % и 40 %, в селах 26 % и 5 % соответственно. (Рыжакова 2007: 439)

## Этническая история
Этническая основа раджастханцев начала формироваться с Хараппской цивилизации на основе древних индоарийских народов. С I тысячелетия до н. э. на этой территории появляются саки, эфталиты, гуджары, позднее ахиты и джаты из Панджаба. С середины I тысячелетия до н. э. здесь формируются раджпуты (раджа путра — «сын раджи»), которые в VIII—XII веках («раджпутский период») составили правящий слой во многих индийских княжествах Раджпутаны. Княжества фактически принадлежали всему клану в целом, чем консервировались общественные отношения. В 18 веке большая часть Раджпутаны была завоевана маратхами, а в 1818 году — Англией. В 1956 году был создан штат Раджастхан. (Рыжакова 2007: 439)

## Традиционные занятия
Основное занятие — орошаемое пашенное земледелие. Культивируют баджру (вид проса), джовар (вид сорго), ячмень, пшеницу, кукурузу, арахис, сахарный тростник, хлопок, овощи, фрукты. Развиты животноводство (особенно в Марваре и Биканере) и ремесла — производство и окраска тканей, ковроткачество, изготовление керамики, резьба по камню, кости, дереву, обработка металла (чеканка, гравировка, эмаль, миниатюра), ювелирное дело, ранее — оружейное дело. Промышленность — горнорудная, текстильная, хлопкоочистительная, электромеханическая, цементная, переработка сельскохозяйственного сырья, добыча и первичная обработка полезных ископаемых. (Струве 1967: 15)

## Традиционные жилища
Расселены весьма неравномерно. В городах проживает около 16 — 17 % населения. Типична деревня среднего размера с населением от 500 до 2 тысяч человек. Большинство деревень представляют собой компактные поселения, расположенные на возвышенностях, среди деревьев. В деревнях жилища низких каст обособлены в отдельные кварталы. Жилище прямоугольное, двух-трехкамерное. Дома делятся на 2 основных типа по использованному строительному материалу — качча и пакка. Качча — это любой необоженный материал, пакка — обожженные кирпичи. Качча распространены шире, так как они намного дешевле пакка . Но есть ещё 2 вида сельских строений — из обтесанных кусков камня и дома с каркасно-жердевыми стенами, забитыми глиной. Веранда, или крытая галерея является обязательным элементом традиционной архитектуры, и каждый зажиточный хозяин стремится обнести такой галереей свой дом с четырёх сторон или хотя бы переднюю и заднюю стены. В засушливых западных областях — крыши плоские, на которые ведет лестница с переднего или заднего дворов, а иногда и с внешней стороны, у богатых лестница может быть расположена внутри здания. В восточных и южных областях крыши как правило приподнятые, двускатные, крытые черепицей фабричного производства (у зажиточных людей) и самодельной (у бедных), а иногда и соломой, накладываемой на жердяную решётку. На равнинах хозяева обносят (особенно в западной зоне) дворовые участки каменными или глиняными заборами или делают ограду из густо переплетенных и укрепленных на кольях ветвей колючих кустарников. Заборы и ограды предохраняют жителей дома от диких животных и от горячих ветров. Стены домов и заборов покрываются побелкой. Характерная черта декоративного убранства — красочная роспись стен — преобладают цветочные орнаменты, герои мифов и легенд, бои, праздники или процессии. Крыша плоская, покрыта соломой, сланцем или черепицей. Встречаются круглые дома с конической крышей. В западном районе пустынь и полупустынь строят легкие хижины ульеобразной формы, сплетённые из корней и соломы и огороженные изгородью из колючего кустарника. (Гусева 1989: 136)
Для раджастханцев характерны города-крепости. Они унаследовали много градостроительных особенностей от древнейших поселений Хараппской цивилизации. Планировка городов отличается большой компактностью. Дома зажиточных горожан строятся на приподнятых плинтусах, двухэтажные, с покрытой терракотой плоской крышей. Посреди дома располагался внутренний дворик под открытым небом (чаук). (Гусева 1989: 138)

## Традиционная одежда
Мужской одеждой может быть дхоти, но преобладает сшитая, то есть штаны, рубаха или куртка с глубоким вырезом на груди, а также прямозастежная куртка с прямым воротником. Носят яркие тюрбаны из пяти-, девятиметрового жгута. Женской одеждой может быть сари, но чаще это широкая юбка в сборку, чоли или длинная кофта с длинным рукавом, шаль. Женщины носят много украшений, замужние имеют много белых браслетов. Символы замужества — базубанд (браслеты на предплечьях), ракли (тика), чура (белые костяные браслеты на руках), иногда полностью покрывающие руку от плеча до запястья. (Гусева 1994: 67)

## Традиционная пища
Основу пищи составляют маис, грам, ячмень, просо. Повседневная еда большинства крестьян — каша из обжаренного и сваренного зерна, сдобренная приправами, снятое молоко и пахта. (Рыжакова 2007: 440)

## Религия
Подавляющее большинство раджастханцев исповедует индуизм. Почти в каждой деревне Раджастхана обязательно имеется храм и святилище Шивы (шиваизм), где служат жрецами госайны, и часовни богинь-матерей, расположенные как правило в кварталах-посёлках тех каст, которые признают этих богинь своими наивысшими покровителями. В таких часовнях служат или джоги, или жрецы из каждой данной касты. Реже встречаются храмы Рамы, но больше всего святилищ и храмов, посвящённых Кришне — этим богам вайшнавизма служат брахманы или члены касты вайраги-вайшнава. Почти забытый в остальных штатах бог Брахма — один из ведущих в пантеоне. Представители всех религиозных общин почитают камни и деревья как дома духов или воплощение их силы. Существует также ряд традиций кришнаитского происхождения (кришнаизм — часть вайшнавизма, преобладающего по числу последователей религиозного направления в индуизме), бишнои — небольшая, но своеобразная группа. Они вишнуиты, но не причисляют себя даже к индусам, утверждая, что их вероучение возникло как самостоятельная религия, основанная в 15 в. создателем секты по имени Джамбха. О прямой связи бишнои с вайшнавизмом говорит запрет на употребление мяса, а также то, что именем-молитвой является Вишну. Также есть представители джайнизма — религиозного учения, последователи которого не должны заниматься никаким делом, которое может принести вред любому живому существу. Приверженцев буддизма довольно мало (3.6 тыс. чел). Из религий неиндийского происхождения известны ислам и христианство. Численность мусульман — 1.8 млн (около 6 % насел), одна из самых низких по сравнению с другими штатами Индии. Христианство начало слабо приникать в XV в. с началом португальской колонизации Западной Индии, но широкого обращения в христианство не произошло даже при англичанах. Можно сказать, что это вероисповедание носит здесь случайный характер, численность христиан в штате немногим больше 30 тыс. (Гусева 1989: 112—129)

## Культура и искусство
Раджастхан славится своими художественными ремеслами. Среди них 1-е место занимает производство окрашенных и орнаментированных тканей — главным образом хлопчатобумажных. В Раджастхане распространено 2 вида орнаментирования ткани и тканых изделий — набивка и узелковая окраска (узор выглядит составленным из мелких неровных пятнышек). Пользуются известностью раджастханские одеяла, паласы, войлочные и ворсовые ковры. Техника и узоры изготовления ворсовых ковров позаимствована у мусульман, но раджастханцы первыми стали изготовлять ковры-картины. Широко известны эмальерные работы-минакари. В пустынных зонах штата издавна существует своеобразный вид художественного ремесла — изготовление ярко расписанных лакированных изделий из верблюжьей кожи. Центром этого ремесла является Биканер. Раджастхан издревле славится резьбой по камню — изготавливаются не только мраморные фризы и плиты для отделки стен дворцов, но и фигуры божеств. Центр — дистрикт и г. Джайпур. Одной из самых древних форм ремесла является изготовление художественных гончарных изделий. Особое место занимает голубая керамика Джайпура. Это искусство пришло из Ирана в 14 в., но в настоящее время по качеству изделий Раджастхан превзошёл даже Иран. В Раджастхане также прекрасно развито ювелирное ремесло и изготовление украшений из местного лака. С 193
Искусство Раджастхана поражает необычным даже для Индии богатством и разнообразием форм. Его условно можно разделить на две основные ветви — городское (придворное) и сельское, или традиционно народное. Особый архитектурный стиль — раджпутский. Он слабо выражен в храмовом строительстве, но отлично прослеживается в таких зданиях как дворцы и постройках декоративного происхождения. Основными признаками этого стиля служат множественные балконы, забранные каменными решётками кружевной резьбы, обилие тонких колонн, соединённых арками фестончатого контура, небольшие беседки (чхатри) по углам крыш и навесов. Типичны также арочные окна, проделанные в скалах и решётках для усиления вентиляции. Типичный образец — Хава Махал (дворец ветров) в г. Джайпуре. (Гусева 1989: 157—162)
При дворах князей расцвела и всемирно известная форма индийской живописи — раджпутская миниатюра. Наряду с архитектурой она — предмет законной гордости раджастханцев. Миниатюры отличаются богатой цветовой гаммой, тщательной проработкой деталей и живой, выразительной передачей сюжета при обязательном соблюдении предписания древнеиндийской эстетики — передавать зрителю не только содержание изображаемых событийных явлений, но и расы — скрытые эмоции и душевное состояние персонажей. Известны и такие формы народной живописи, как изготовление красочных панно их тканей, которыми украшается жилище и картинки на стекле. Важную роль в культуре раджастханцев играют такие формы народного творчества, как песни, музыка, танцы и народный театр. В праздничных церемониях почти все поют и танцуют, но существуют ещё профессиональные исполнители из особых каст, считающихся низкими (как и во всей Индии) — бхилы, кумхары и др. (Гусева 1989: 171—176)

## Традиционная литература
«Чатур-вачанамрит» (Sayings of Chatur Singhji): это коллекция различных видов писаний «Bapji Chatursinghji», который родом из королевской семьи «Удайпур», потерявшей силу в 1929 году. Хотя это не следует рассматривать в качестве современной литературы, поэт очень популярен во всем южном Раджастхане, и его труды являются обычным явлением для широких масс. Поэт вдохновляет людей безмятежностью и трезвостью его идей, которые помогают людям подняться высоко над обыденностью вокруг них.